# فيرنون إل. ووكر
فيرنون إل. ووكر (بالإنجليزية: Vernon L. Walker)‏ هو مصور سينمائي أمريكي، ولد في 2 مايو 1894 في ديترويت في الولايات المتحدة، وتوفي في 1 مارس 1948 في Balboa Island, Newport Beach ‏ في الولايات المتحدة.

## وصلات خارجية
- فيرنون إل. ووكر على موقع IMDb (الإنجليزية)
- فيرنون إل. ووكر على موقع ألو سيني (الفرنسية)
- فيرنون إل. ووكر على موقع أول موفي (الإنجليزية)
- فيرنون إل. ووكر على موقع قاعدة بيانات الأفلام السويدية (السويدية)
- فيرنون إل. ووكر على موقع قاعدة بيانات الفيلم (الإنجليزية)
- فيرنون إل. ووكر على موقع كينوبويسك (الروسية)